# Priceline.com
Priceline.com is een bedrijf en website gevestigd in Norwalk, Connecticut in de Verenigde Staten. Het bedrijf is opgericht in 1997 en ging online in 1998. De website beweert reizigers te helpen bij het ontvangen van kortingstarieven op aankopen gerelateerd aan reizen, zoals vliegtickets en hotelovernachtingen.
Priceline is opgericht door Jay S. Walker, die het bedrijf in 2000 verliet. In juni 2011 werd Chris Soder benoemd tot CEO. Het is een bedrijfsonderdeel van Booking Holdings.

## Geschiedenis
Priceline werd bekend door de werking van het aankoopsysteem: Name Your Own Price. Reizigers kunnen zelf een prijs noemen voor vliegtickets, hotelovernachtingen, autohuur en vakantiepakketten. Reizigers selecteren een algemene locatie, soort service en gewenste prijs. Als de aankoop is voltooid zien reizigers pas het precieze vluchtschema en de exacte locatie van het hotel. Er is verder geen recht op annulering na aanschaf. De commissie voor Priceline.com is het verschil tussen de genoemde prijs van de koper (verkoopprijs) en de prijs die de serviceverlener vraagt (kostprijs).
Naast het Name Your Own Price systeem werkt Priceline ook met Express Deals. Daar zijn de exacte gegevens van de services wel te zien en staan er ook vaste prijzen bij. Reizigers kunnen nog altijd wel een prijs noemen.
Het aantal luchtvaartmaatschappijen, autoverhuurders en hotels die deelnemen aan het Name Your Own Price systeem is sterk toegenomen. Het systeem is interessant voor deze partijen aangezien ze overbodig aanbod en/of laatste producten kunnen verkopen zonder traditionele verkoopkanalen, waar vaak de prijzen verlaagd worden. Tegenwoordig verkoopt Priceline ook cruises en dagtochten tegen kortingstarieven.
Sinds 2000 heeft Priceline geëxperimenteerd met de invoering van het Name Your Own Price systeem in andere markten zoals voedingsmiddelen, benzine, telefonie en auto's. Daarnaast heeft Priceline ook stappen gezet in online veilingen onder de naam Priceline Yard Sales waarin het systeem werd gebruikt om prijzen te verlagen op verschillende tweedehands producten. Al deze experimenten zijn stopgezet in 2002. Een ander experiment; het Name Your Own Price systeem voor hypotheken is wel voortgezet in samenwerking met de financiële dienstverlener EverBank.
In 2002 heeft Priceline een licentie afgegeven voor het gebruik van het Name Your Own Price systeem voor de verkoop van reizen aan Ebay.

## The Priceline Group
In april 2014 heeft Priceline.com aangekondigd dat het zijn naam heeft veranderd in The Priceline Group Inc.. Deze naamswijziging was bedoeld om een duidelijke afbakening te creëren tussen het merk en het bedrijf inclusief alle andere belangen.
Tegenwoordig is Priceline.com een van de zes belangrijkste merken van The Priceline Group. De andere merken zijn Booking.com, Kayak, Agoda, Rentalcars.com en OpenTable.

### Booking Holdings
Begin 2018 besloot The Priceline Group verder te gaan onder de nieuwe naam Booking Holdings. Booking.com is verreweg het grootste bedrijfsonderdeel en dit wordt nu gereflecteerd in de nieuwe naam. In 2005 werd de Nederlandse hotelboekingssite Booking.com overgenomen voor € 110 miljoen. Booking.com maakte destijds de helft van de totale jaaromzet uit. In 2016 was de omzet van Bookings.com gestegen naar € 7,1 miljard en de winst naar € 2,4 miljard. De gehele Priceline-groep zette toen US$ 10,74 miljard om en daarmee kwam het aandeel van Booking.com uit op zo'n 75%. Het hoofdkantoor van Booking Holdings blijft in de Verenigde Staten.